# Немецкий классический пони
Немецкие классические пони — спортивные элегантные универсальные скаковые и ездовые пони, выведенные в Германии семьёй конезаводчиков Гробер из г. Клус (Нижняя Саксония).
В 2000 году зарегистрирована как самостоятельная, отдельная порода. Основу породы составляют:
- чистокровные шотландские пони
- классические американские пони.

## Описание породы
Выглядят как чистопородная верховая лошадь в мини-формате.
Телосложение: сухое, правильное с хорошо сформированными суставами, твердыми копытами. Высота и пропорции придают элегантный общий вид.
Рост: до 112 см.

Голова: маленькая, хорошо посаженная, благородная. Широкий лоб, умные и дружелюбные глаза, маленькие широко расставленные уши, длинный разрез рта, широкие ноздри с розовой чистой оболочкой, зубы и челюсти правильной формы.

Шея: хорошо посаженная, легко и грациозно сгибающаяся, с широким и расстояниями между ганашами. Полная грива.

Туловище: прямоугольной формы, косые плечи, широкий и длинный круп с хорошей мускулатурой, грудь не узкая, высокая и длинная холка, гармоничное расположение пропорций туловища между передней, средней и задней частями корпуса.

Движения: темпераментные и грациозные; с упруго сокращающейся спиной т естественным поднятием головы при активно работающих задних ногах, отчетливо отрывающихся от поверхности.

Возможности для использования

Универсальный пони для верховой езды, скачек и драйвинга. Прекрасно работает в упряжных экипажах.

Особые признаки: Умный, легко обучаемый, коммуникабельный, обладает уравновешенным характером. Неприхотлив к условиям содержания. Идеально подходит для занятий детским спортом, прогулок и турнирных соревнований.
В «Положении о породе Немецкий классический пони» (Satzung des Verbandes der Pony- und Kleinpferdezüchter Hannover e.V.) указано, что все лошади проходят обязательную оценку соответствия стандарту породы. Это жесткий отбор, не позволяющий лошадям, не прошедшим его, быть племенными.
Наибольшее поголовье Немецких классических пони находится на родине породы, в Германии — около 200 кобыл и 40 жеребцов. Также представители этой породы есть в США, Канаде, Великобритании, Швейцарии, Голландии, Намибии.
На международной встрече конезаводчиков породы Немецкие классические пони в г. Клус (Германия), состоявшейся 4-5 июля 2015 года, «Племенное Хозяйство Кошелев В. — Немецкие Классические Пони» признано Союзом заводчиков пони Германии крупнейшим в Европе. По состоянию на ноябрь 2015 года в нем находится около 60 голов этой породы класса «Элита».
| Происхождение:               | Германия |
| Основная область разведения: | Германия |
| Распространение:             | Германия, США, Великобритания, Швейцария, Нидерланды, Намибия, Россия                                                                                           |
| Рост в холке:                | до 112 см |
| Окрас:                       | Любой, но в основном рыжий со светлой гривой. |
| Основная область применения  | Элегантный универсальный пони для скаковой и ездовой практики, для досугу и спорта. Подходит маленьким детям в качестве начального этапа обучения верховой езде |